# David Robinson (basketballer)
David Robinson (Key West, 6 augustus 1965) is een Amerikaans voormalig professioneel basketballer. De center won met de Verenigde Staten gouden medailles op zowel de Olympische Zomerspelen 1992 als de Olympische Zomerspelen 1996. Hij werd in 1999 en in 2003 kampioen van de NBA met de San Antonio Spurs, waarvoor hij zijn gehele profcarrière uitkwam (1989-2003).
Robinson had als speler de bijnaam (The Admiral), omdat hij voor zijn basketbalcarrière in de United States Navy diende. Van 1996 tot en met 2003 kwam daar een tweede bijnaam bij, toen Robinson (2.16 m) samenspeelde bij de Spurs met Tim Duncan (2.11 m) en ze samen bekend kwamen te staan als de The Twin Towers.

## Dream Team
Robinson was samen met onder meer Charles Barkley, Clyde Drexler, Larry Bird, Patrick Ewing, Magic Johnson, Michael Jordan, Karl Malone en Scottie Pippen lid van het originele Dream Team dat in 1992 olympisch goud won.

## Erelijst
- Olympisch kampioen 1992 en 1996
- Wereldkampioen 1986
- Kampioen NBA 1999 en 2003
- NBA Most Valuable Player Award 1995
- NBA Defensive Player of the Year Award 1992
- NBA Rookie of the Year 1990 ('Beste nieuwkomer')
- 10x NBA All-Star

| Logo van de Olympische Spelen | Goud | Zilver | Brons | Logo van de Olympische Spelen |
|                               | 2    | 0      | 1     |                               |

4 Charles Barkley · 
5 Grant Hill · 
6 Penny Hardaway · 
7 David Robinson · 
8 Scottie Pippen · 
9 Mitch Richmond · 
10 Reggie Miller · 
11 Karl Malone · 
12 John Stockton · 
13 Shaquille O'Neal · 
14 Gary Payton · 
15 Hakeem Olajuwon · 
Coach Lenny Wilkens
2 Jackson · 
4 Kerr · 
6 Johnson · 
10 Gaze · 
11 Williams · 
17 Elie · 
21 Duncan · 
25 Kersey · 
31 Rose · 
32 Elliott · 
33 Daniels · 
41 Perdue · 
50 Robinson · 
54 King · 
Coach Popovich
3 Jackson · 
8 Smith · 
9 Parker · 
10 Claxton · 
12 Bowen · 
20 Ginóbili · 
21 Duncan · 
25 Kerr · 
31 Rose · 
35 Ferry · 
42 Willis · 
50 Robinson · 
Coach Popovich
- International Standard Name Identifier: 0000 0001 0146 0672
- Library of Congress Control Number: n90675893
- Nationale Bibliotheek van Israël: 987007260268305171
- SNAC: w65q7vsx
- Virtual International Authority File: 61435201
- WorldCat: E39PBJbtr6XMGTgXMTRHmDBHG3